# Хэверон, Эндрю
Эндрю Хэверон (англ. Andrew Haveron; род. 1975, Лондон) — британский скрипач.
Окончил Королевский колледж музыки у Феликса Андриевского. В 1996 г. удостоен второй премии на Конкурсе скрипачей имени Паганини в Генуе, в 1997 г. получил четвёртую премию Конкурса имени королевы Елизаветы в Брюсселе. Концертировал по всему миру как солист, в том числе с такими дирижёрами, как Роджер Норрингтон, Кент Нагано, Станислав Скровачевский, Жан Жак Канторов.
В 1999—2007 гг. первая скрипка известного британского струнного Квартета имени Бродского. В составе квартета записал 15 CD.
С 2007 г. концертмейстер Симфонического оркестра BBC, с 2012 г. — оркестра «Филармония», с 2013 г. и по настоящее время — Сиднейского симфонического оркестра.
В 2004 г. удостоен степени почётного доктора Кентского университета.